# Supercell (entreprise)
Pour les articles homonymes, voir Supercell (film).
Supercell est un studio finlandais de développement de jeux vidéo mobile fondé en 2010. Basée à Helsinki, la société possède des bureaux de marketing à San Francisco, à Séoul, à Shanghai et à Tokyo.

## Produits
Supercell développe principalement des jeux sur plateformes mobiles, et est notamment l'auteur de jeux de stratégie en temps réel massivement multijoueur comme Clash of Clans, Clash Royale, Boom Beach, Hay Day, Clash Mini, Squad Busters, Brawl Stars ou Mo.co.

## Historique
Supercell est fondée en mai 2010 par le cofondateur de l'entreprise de jeux mobiles Sumea, Ilkka Paananen (fi), et cinq autres dirigeants de Sumea, dont son associé Mikko Kodisoja,. L'entreprise acquiert son premier local dans le quartier de Niittykumpu, à Espoo. En 2011, le studio lance les jeux Gunshine et Pets vs Orcs. Ces deux jeux seront retirés du commerce en 2012, faute de réussite. En 2012, Supercell ouvre un bureau aux États-Unis et lance les jeux Battle Buddies, Hay Day et Clash of Clans[réf. souhaitée]. Seuls les jeux Hay Day et Clash of Clans resteront commercialisés longtemps, Battle Buddies étant trop peu rentable pour les studios. En 2013 le studio ouvre des bureaux dans différentes villes à travers le monde (Tokyo, Séoul, San Francisco...) et recrute des développeurs. En octobre 2013 l'éditeur de jeu GungHo Online Entertainment, filiale de SoftBank, achète 51 % des parts du studio finlandais pour un montant de 1,5 milliard de dollars,. L'année suivante Supercell lance les jeux Boom Beach et Spookie Pop.
Le jeu Smash Land sort en 2015. En juin cette année-là, SoftBank, achète 22,7 % de parts supplémentaires. Sur l'année 2015, le studio engrange 2,4 milliards d'euros, dont 848 millions de bénéfices. En 2016 sort Clash Royale. Supercell atteint les 100 millions de joueurs actifs quotidiennement cette même année. En juin 2016, Tencent annonce l'acquisition de la participation de SoftBank de 73,2 % dans Supercell pour 6,6 milliards de dollars.
En juin 2017, le studio lance un nouveau jeu, Brawl Stars, d'abord en mode bêta au Canada sur iOS, et par la suite dans quelques autres pays du monde, et sur Android. Puis après un an et demi d'attente et de nombreuses mise à jour le jeu mobile dit « Battle Royale » par le développeur sorti enfin partout dans le monde en décembre 2018[réf. souhaitée]. En juillet 2019, Supercell annonce un partenariat avec le Paris Saint-Germain : « Après les succès spectaculaires de Hay Day, Clash of Clans, Boom Beach et Clash Royale, le développeur de jeu finlandais entend capitaliser sur la popularité mondiale du club parisien et sa légitimité sur la scène eSport afin d’engager les joueurs d’une nouvelle manière. ». Aujourd'hui, Supercell améliore régulièrement Brawl Stars à l'aide de mises à jour régulières appelées "Brawl Talk".
Supercell avait préparé un nouveau jeu, Rush Wars, mais ce dernier ne sortira pas car le projet a été annulé. Le projet suivant est Hay Day Pop, un jeu vidéo de type puzzle où le but est d'éclater des blocs (d'où surement le nom "Pop", Hay Day faisant référence à leur ancien jeu Hay Day) afin de remplir certaines conditions (comme éclater tant de blocs) et ainsi finir un niveau. Ce jeu est sorti en bêta en mars 2020 dans huit pays dont l'Islande, le Canada et la Finlande. Les serveurs sont toutefois fermés début 2021.
En 2024, Supercell réalise un chiffre d'affaires de 3 milliards de dollars.

## Jeux développés

### Jeux sortis
- 2012 : Hay Day
- 2012-2013 : Clash of Clans
- 2014 : Boom Beach
- 2016 : Clash Royale
- 2017 : Brawl Stars
- 2024 : Squad Busters
- 2024 : Project R.I.S.E (soft launch)[13]
- 2025 : Mo.co

### Projets annulés ou arrêtés
- 2011-2012 : Zombies Online (anciennement Gunshine.net)
- 2012 : Pets vs Orcs
- 2012 : Battle Buddies
- 2015 : Spooky Pop (soft launch au Canada, Finlande, Suède, Norvège)
- 2015 : Smash Land (soft launch au Canada et en Australie)
- 2019 : Rush Wars (soft launch au Canada, Australie et Nouvelle-Zélande)
- 2020 : Hay Day Pop (soft launch au Canada, Finlande et Norvège, entre autres)
- 2021-2022 : Clash Quest (soft launch)
- 2021-2024 : Clash Heroes[13]
- 2022 : Rustpunk Rascals, sorti grâce au programme Level Up[14]
- 2023 : Boom Beach: Frontlines
- 2023 : Floodrush (bêta fermée)
- 2024 : Clash Mini (bêta fermée)

### Projets annulés mais repris par d'autres studios
- 2021-2022 : Everdale (soft launch), repris par Metacore